# Benito Díaz Iraola
Benito Díaz Iraola (né le 17 juillet 1898 à Saint-Sébastien - mort le 1er avril 1990) est un joueur et entraîneur professionnel espagnol de football.

## Carrière

### Carrière de joueur
Il fait ses débuts au sein de la Real Sociedad alors qu'il a 17 ans en 1917 et il y passera toute sa carrière.

### Carrière d'entraîneur
Il commence par entraîner la Real Sociedad en 1926. En 1928, il parvient en finale de la coupe d'Espagne mais la Real Sociedad est éliminée par le FC Barcelone. Il quitte son équipe en 1930, puis gagne la France à l'heure de la Guerre d'Espagne. Il rédige ainsi une petite annonce dans la presse locale basque en 1935 : « Bénito Diaz, ancien entraîneur Real Sociedad San Sebastian réfugié à Hendaye accepterait de s'occuper de la formation de cadets et de minimes d'un club français ». Il signe un contrat avec les Girondins de Bordeaux Football Club en 1937. Les Girondins viennent de déposer leur candidature pour le statut professionnel et ils intègrent le groupe B de deuxième division la saison suivante (1937-38). Il est alors le premier entraîneur de l'équipe professionnelle de Bordeaux.
Les Girondins A.S.P., nouvelle dénomination à la suite de la fusion en octobre 1940 avec l'Association Sportive du Port, remportent leur première Coupe de France en 1941. En raison de la géopolitique de l'époque, cette coupe se dispute en plusieurs finales. Bordeaux élimine le Red Star (France occupée) au Parc des Princes le 13 avril (3-1), Toulouse (zone libre) sur le même score puis à Saint-Ouen le club de la banlieue lilloise, le SC Fives (zone interdite) 2 à 0, deux buts de Santiago Urtizberea. Il faudra attendre quarante-cinq ans pour voir les joueurs au scapulaire  soulever de nouveau la Coupe après six finales perdues entre-temps.
Il quitte son poste d'entraîneur des Girondins en mai 1943, juste avant la finale de Coupe de France perdue contre Marseille. Urtizberea assure l'intérim aux Girondins tandis que Díaz revient à Saint-Sébastien pour entraîner la Real Sociedad. Il garde ce nouveau poste pendant neuf saisons avec le titre de champion de Segunda Division en 1949-50.
En mai 1968, il est décoré par la délégation nationale de l'éducation physique du sport d'une médaille d'argent pour l'ensemble de sa carrière.
 Girondins de Bordeaux
- Coupe de France (1) :
  - Vainqueur : 1940-41.